# قبر الجندي المجهول (لبنان)
قبر الجندي المجهول في لبنان يحيي ذكرى الجنود اللبنانيين الذين خدموا وتوفيوا خلال الانتداب الفرنسي على لبنان في الفترة من 1920 إلى 1943. من فيلق الشرق، (وحدة شكلت من قبل الفرنسيين في عام 1916، خلال الحرب العالمية الأولى)  وخلفها جيش بلاد الشام. يمثل القبر أيضًا تشكيل واستقلال القوات المسلحة اللبنانية عن القوات المسلحة الفرنسية في عام 1943. يتضمن التابوت في الوسط شجرة  الأرز متمركزة في الغار. الرمز الرئيسي للجحافل الرومانية. حول شجرة الأرز والغار يقرأ باللغة العربية: «المجد والخلود لأبطالنا الشهيد». خلف التابوت توجد أعمدة رومانية أصلية تعود إلى عهد الإمبراطورية الرومانية.